# Gnathostenetroides laodicense
Gnathostenetroides laodicense är en kräftdjursart som beskrevs av Amar 1957. Gnathostenetroides laodicense ingår i släktet Gnathostenetroides och familjen Gnathostenetroidae. Inga underarter finns listade i Catalogue of Life.